# オゲチ・ハシハ
オゲチ・ハシハ（モンゴル語：ᠥᠭᠴᠦ
ᠭᠠᠰᠬ᠎ᠠ、ラテン文字転写: Ügeči qašqa、中国語: 烏格斉哈什哈、? - 1402年）は、北元のエルベク・ハーンに仕えたオイラト部族連合の首長の一人。オゲチ・ハシャハ、ウゲチ・ハシハとも。

## 概要
モンゴル年代記の一つ『蒙古源流』によると、オゲチ・ハシハは「オイラトのケレヌート」の出で、「オイラトのジャハ・ミンガン」のゴーハイ太尉とバトラ丞相（マフムード）父子を臣下に持っていたという。
ある時、ゴーハイ太尉はエルベク・ハーンを唆して息子（ハルグチュク・ドゥーレン・テムル・ホンタイジ）の妻のオルジェイト妃子を掠奪させ、これを恨みに思ったオルジェイト妃子の計略によってエルベク・ハーンに殺された。後にゴーハイ太尉が無実であると知ったエルベク・ハーンはその息子のバトラ丞相に自らの娘のサムル公主を娶せ、4オイラト（オイラト部族連合）を率いさせた。
しかし、バトラ丞相を自らの臣下であると考えるオゲチ・ハシハはエルベク・ハーンによるバトラ丞相の優遇に不満を持ち、これを察知したエルベク・ハーンはオゲチ・ハシハを殺そうとした。ところがエルベク・ハーンの妻のコベングテイ・ハトゥンが使者を派遣してエルベク・ハーンの企みをオゲチ・ハシハに伝えたため、逆にオゲチ・ハシハがエルベク・ハーンを襲撃し弑逆してしまった。この時オゲチ・ハシハはオルジェイト妃子を自らの妻とし、この後生まれたアジャイ太子を自らの養子にしたという。
いっぽう、もう一つのモンゴル年代記『アルタン・トプチ』は『蒙古源流』とよく似た物語を伝えつつも、エルベク・ハーンを殺したのはオゲチ・ハシハとバトラ丞相の二人である、サムル公主が登場しないといった、『蒙古源流』とは異なる記述をしている。著者不明『アルタン・トプチ』の方が『蒙古源流』よりも成立年代が古いこと、『蒙古源流』は複数の伝承を掛け合わせた痕跡があることなどから、実際には『アルタン・トプチ』の方が物語の原型に近いのではないかと推測されている。

## 明朝での記録
モンゴル年代記の記すオゲチ・ハシハは北元史上の重要人物であり、多くの研究者が明朝の記録に記されるモンゴル人の何れかにオゲチ・ハシハを比定しようとした。

### 鬼力赤可汗説
オゲチ・ハシハを明朝の史書に記録される「韃靼可汗」鬼力赤に比定する説。明朝の記す北元の可汗（ハーン）は大部分がモンゴル年代記の中に対応する人名を見出すことが出来るが、唯一「鬼力赤」のみはモンゴル語史料の方に対応する人名が存在しない。そのため、和田清を始めとする研究者らは「オゲチ・ハシハはモンゴル国人の大半を従えた」という記述に注目してオゲチ・ハシハこそが鬼力赤ではないかと推測した。
しかし、明朝の記録に従えば鬼力赤は「瓦剌＝オイラト」と闘う「韃靼＝モンゴル」の「可汗」なのであって、「韃靼可汗鬼力赤」と「オイラトのケレヌートのオゲチ・ハシハ」が同一人物であるという蓋然性は低いとの批判がなされている。現在では鬼力赤はペルシア語史料に記されるオゴデイ裔のオルク・テムルに比定するのが一般的である。

### 瓦剌王猛哥帖木児説
ブヤンデルゲルが主張しており、オゲチ・ハシハを明朝の史書に記録される「瓦剌王」猛哥帖木児（モンケ・テムル）に比定する説。ブヤンデルゲルはモンゴル年代記の記すエルベク・ハーンを巡る争いをオイラト部族連合内の親クビライ家派（チョロースのゴーハイ太尉）と親アリクブケ家派（ケレヌートのオゲチ・ハシハ）の抗争と捉え、親アリクブケ家派のオゲチ・ハシハによってクビライ家のエルベク・ハーンが殺され、アリクブケ家のクン・テムルが擁立されたのだと主張した。また、この後のクン・テムル・ハーンとオゲチ・ハシハの死（1402年）も親クビライ家派と親アリクブケ家派の抗争の中でゴーハイ太尉の息子のバトラ丞相によってもたらされたものとする。
明朝の記録では「韃靼可汗坤帖木児＝クン・テムル・ハーン」と「瓦剌王猛哥帖木児」が並立して記されており、クン・テムルの擁立者・後ろ盾が「オイラト王モンケ・テムル」であったことを示唆する。そこで、ブヤンデルゲルは「オイラト王モンケ・テムル」と「オイラトのケレヌートのオゲチ・ハシハ」が同一人物であり、クン・テムル・ハーンの治世はオゲチ・ハシハ＝モンケ・テムルの後ろ盾の下成立したのだと論じた。
また、『蒙古源流』にはオゲチ・ハシハの息子のエセクがハーンに即位したと記されるが、これはオイラダイ・ハーンの事跡と混同したものと考えられている。同時代の明朝の史料には「賢義王太平」と称されるモンゴル人の首長がいたが、「太平」のモンゴル語訳はエセク（Esekü）に相当するため、ブヤンデルゲルは賢義王太平こそがオゲチ・ハシハの息子で、「オイラトのケレヌート」の統治者であると指摘した。

## オイラト・ケレヌート首領の家系
- オゲチ・ハシハ/オイラト王モンケ・テムル（Ügeči qašqa／瓦剌王猛哥帖木児、oyirad ong Möngke temür）
  - エセク/賢義王タイピン（Esekü／賢義王太平、ken-i-ong Taipin）
    - 賢義王ネレグ（Nelegü／捏列骨）